# S Club (album)
S Club è il primo album in studio del gruppo musicale britannico S Club 7, pubblicato il 4 ottobre 1999 in tutto il mondo, tranne che negli Stati Uniti, dove è stato pubblicato solo l'11 aprile 2000, dalla Polydor Records e Interscope Records.
I singoli estratti dall'album sono Bring It All Back, S Club Party e Two in a Million/You're My Number One.

## Tracce
1. Bring It All Back – 3:33 (Eliot Kennedy, Tim Lever, Mike Percy, S Club 7)
2. You're My Number One – 3:35 (Mike Rose, Nick Foster)
3. Two in a Million – 3:31 (Cathy Dennis, Simon Ellis)
4. S Club Party – 3:30 (Mikkel Storleer Eriksen, Tor Erik Hermansen, Hallegir Rustan)
5. Everybody Wants Ya – 3:09 (Andy Watkins, Paul Wilson, Tracy Ackerman)
6. Viva La Fiesta – 3:08 (Cathy Dennis, Tor Erik Hermansen, Mikkel Storleer Eriksen, Hallegir Rustan)
7. Gonna Change The World – 4:06 (Simon Franglen, Angela Lupino)
8. I Really Miss You – 3:54 (Cathy Dennis, Eliot Kenned, Patrick Lincoln)
9. Friday Night – 3:49 (Stephen Emmanuel, Tim Laws)
10. It's A Feel Good Thing – 2:58 (Mike Rose, Nick Foster, Kim Fuller)
11. Hope For The Future – 3:55 (Cathy Dennis, Danny Poku)

Traccia aggiunta nell'edizione bonus
1. So Right – 3:45 (Cathy Dennis, Danny Poku)

## Classifiche

### Classifiche settimanali
| Classifiche (1999-01) | Posizione massima |
| --------------------- | ----------------- |
| Australia             | 17                |
| Austria               | 25                |
| Belgio (Vallonia)     | 25                |
| Canada                | 9                 |
| Finlandia             | 30                |
| Francia               | 33                |
| Germania              | 11                |
| Irlanda               | 24                |
| Norvegia              | 16                |
| Nuova Zelanda         | 2                 |
| Paesi Bassi           | 41                |
| Regno Unito           | 2                 |
| Stati Uniti           | 112               |
| Svezia                | 17                |
| Svizzera              | 10                |
| Ungheria              | 4                 |

### Classifiche di fine anno
| Classifica (1999) | Posizione |
| ----------------- | --------- |
| Nuova Zelanda     | 37        |
| Regno Unito       | 21        |
| Classifica (2000) | Posizione |
| Australia         | 86        |
| Regno Unito       | 51        |
| Svizzera          | 90        |